# いわぎんディーシーカード
株式会社いわぎんディーシーカードは岩手銀行の系列会社であり、三菱UFJニコスのフランチャイジーである。岩手銀行の顧客基盤をもとに主に岩手県内でDCカードの発行、加盟店の獲得している。